# Balduin I. Flanderský
Balduin I. Flanderský zvaný Balduin Železná paže (fr. Baudouin dit Bras de Fer; 837/840 – 2. ledna 879) byl první flanderský hrabě.

## Biografie

### Původ
Balduin se měl narodit jako syn forestiera (osoby, jež se starala o lesy, lesníka) Odoakara (zvaného též Audacer či Ilghelram) a neznámé matky.

### Manželství s Juditou, získání titulu
První zmínka o Balduinovi pochází z roku 862 a zmiňuje ho jako hraběte jednoho z flanderských krajů (aniž upřesňuje, kterého). Tehdy se Judita Flanderská, vdova po králích Wessexu Æthelwulfovi a Æthelbaldovi, dcera Karla II. Holého, který byl zakladatelem a prvním králem Západofranské říše, navrátila po smrti svého druhého manžela Æthelbalda na dvůr svého otce. Karel, který právě mířil do Soissons, se doslechl různé zvěsti o své dceři, a aby zjistil pravou skutečnost, vyslal k ní svého syna Ludvíka a Balduina, neboť měl zřejmě v úmyslu dceři sjednat další sňatek. Prozatím ji zavřel do kláštera v Senlis. Judita nicméně o Vánocích roku 861 s Balduinem z kláštera utekla a patrně ještě v klášteře, před útěkem, se za něj provdala.

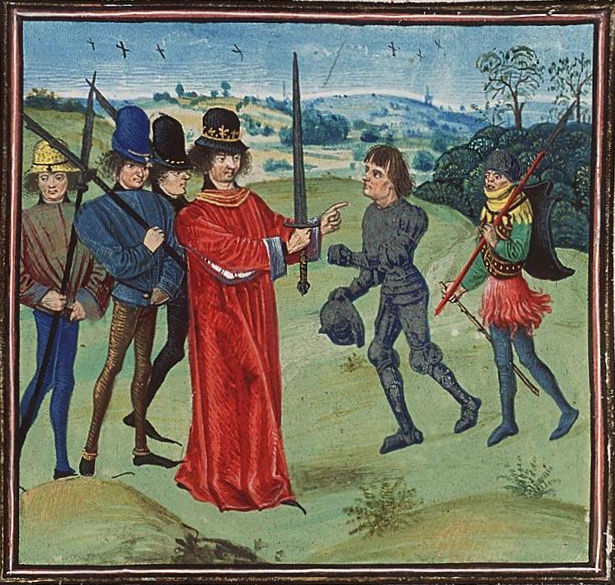
Karel II. Holý jmenuje Balduina I. hrabětem flanderským (iluminace z 15. století)

Juditin otec se rozzuřil a hodlal Balduina uvěznit; jsou dochovány zprávy o tom, že psal dopis vikingovi Rorikovi z Dorestadu a biskupovi a zakázal jim poskytnout páru útočiště. Manželé se však utekli ke dvoru Juditina bratrance Lothara Lotrinského, kam přibyli v říjnu roku 862. Museli čelit perzekuci, neboť byli Karlem a jeho biskupy exkomunikováni a Balduin byl pro únos a neuposlechnutí panovníka zbaven svých lén. V odpověď na to se oba vydali na pouť do Říma, aby dosáhl požehnání papeže Mikuláše I. Papež se po vyslechnutí páru ujal role prostředníka v ožehavém sporu a žádal krále, aby Balduinovi odpustil. V dopise mu doporučoval, aby jej opět přijal do své přízně, protože jinak by se Balduin mohl spojit s Normany, a Juditině matce zase psal o tom, jak Balduin lituje svého provinění. Také apeloval na biskupy a biskupa Hinkmara žádal, aby se přimluvil na podporu Balduina. Biskup Hinkmar byl nesmiřitelným odpůrcem obou provinilců kvůli únosu, a tak se Judita s otcem setkala až v říjnu 863 ve Verberie. Dne 13. prosince téhož roku byli Balduin a Judita v Auxerre oficiálně oddáni.

### Flanderský hrabě
Tchán udělil Balduinovi titul hraběte z Gentu a později tituly hraběte z Ternois a hraběte flanderského. Balduin měl bránit vikinským útokům. Není jasné, zda se takto Karel nerozhodl v naději, že Balduin bude v bojích zabit, ten ale situaci zvládl překvapivě dobře. Odrazil vikinskou hrozbu, rozšířil svou armádu i území a stal se z něj věrný přívrženec krále Karla. V roce 871 vedl jednání se vzbouřeným Karlovým synem Karlomanem. Jeho síla a schopnosti v boji byly pověstné a přinesly mu přídomek Železná paže.
Balduin vybudoval opevnění Arrasu, Gentu i Brugg. Celý svůj život bojoval o rozšíření svých statků a učinil ze svých držav jedno z největších panství západofranské říše. Zemřel v roce 879 a byl pohřben v opatství Saint-Bertin poblíž Saint-Omer.

## Potomci
Z manželství s Juditou vzešli čtyři potomci – tři synové a dcera:
- Karel (cca 863–864)
- Balduin (864/866–918), hrabě flanderský ∞ 884 Ælfthryth, dcera Alfréda Velikého
- Rudolf († 896), hrabě z Vermandois
- Gunhilda ∞ 877 Guifredo I. Barcelonský